# Лампанг
Лампа́нг или Накхон Лампанг (тайск. นครลำปาง) — город в провинции Лампанг на севере Таиланда. Третий по величине город на севере Таиланда, столица провинции Лампанг и муниципалитета Лампанг.

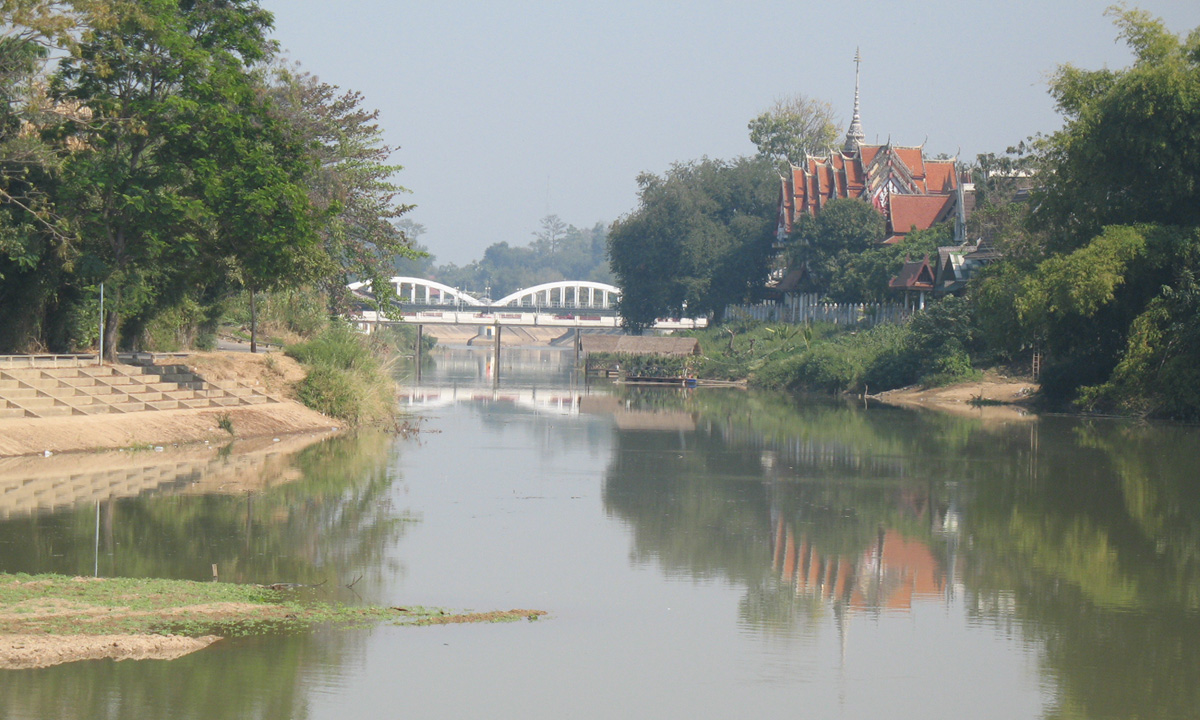
Река Ванг в муниципалитете Лампанг

## География
Город Лампанг расположен в долине реки Ванг, между Кхунтан на западе и Пи-Пан-Нум на востоке. Река, крупнейший приток реки Чаупхрая, протекает прямо через город.

## История

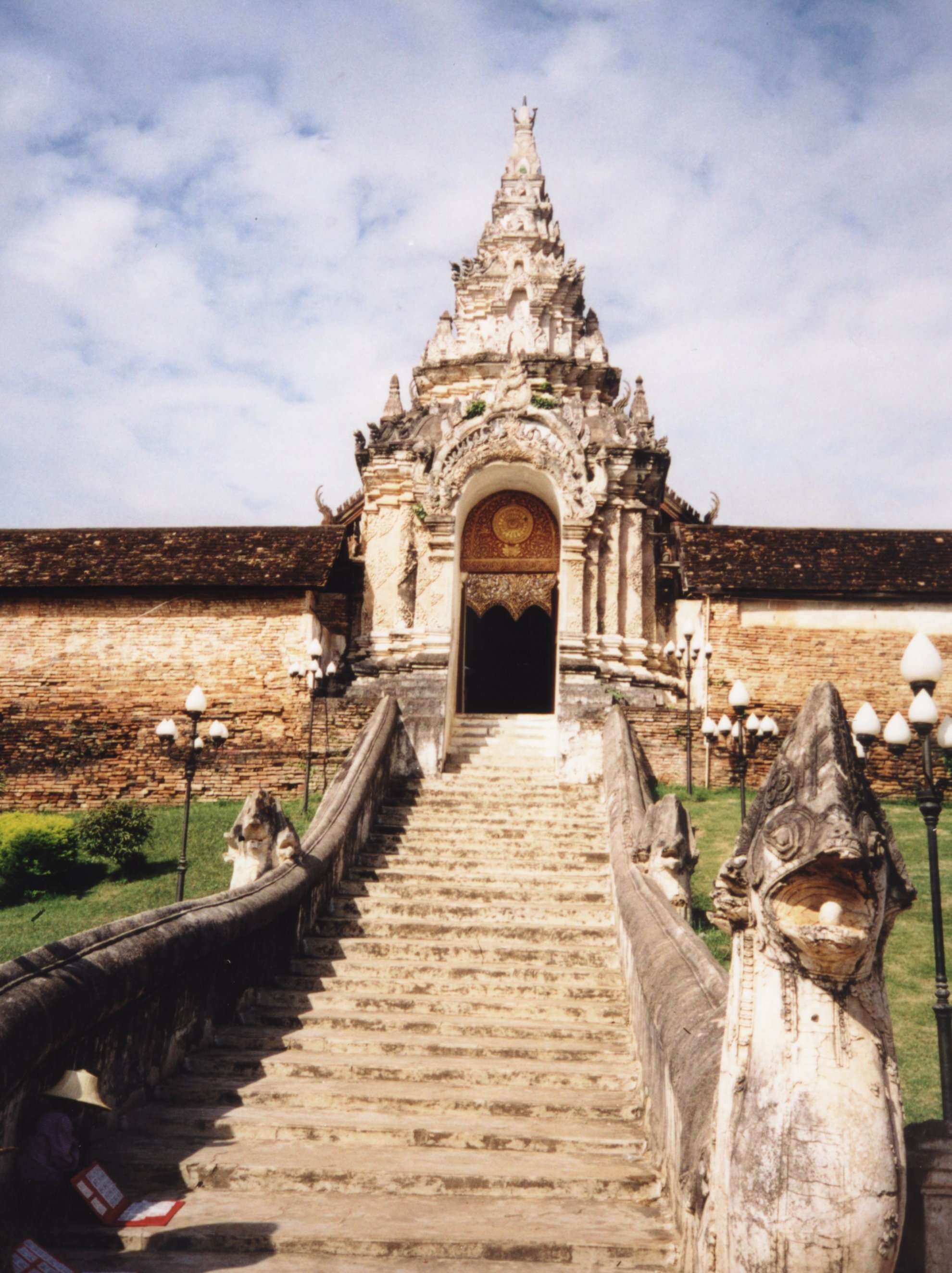
Лестница в Ват Пхра Тхат Лампанг Луанг

Лампанг был крупным городом в королевстве Ланна. В тот исторический период его существования он находился в тени городов Чиангмай и Чианграй, где традиционно находился центр управления и чья история была добротно зафиксирована в хрониках. Спустя десятилетия войн с государствами Ава и Аютия, в XVII—XVIII вв. регион пережил экономический упадок, сокращение численности населения и потерю независимости — перешёл под управление Бирмы. В конце XVIII века меткий стрелок из Лампанга Нан Тхип Чанг убил бирманского правителя Лампанга в Ват Пхра Тхат Лампанг Луанге, положив начало концу срока правления бирманцев в королевстве Ланна. Вместе с Бангкоком, потомки Нан Тхип Чанга, известные как Чао Чед Тон, правили в качестве вассалов большим количеством городов Ланна до захвата территорий королевства Таиландом, в период правления там короля Чулалонгкорна.